# Hermann Hohn
Pour les articles homonymes, voir Hohn (homonymie).
Hermann Hohn, né le 11 octobre 1897 à Renchen et mort le 13 novembre 1968 à Ladenburg, est un Generalleutnant allemand au sein de la Heer dans la Wehrmacht pendant la Seconde Guerre mondiale.

## Biographie
Après le début de la Première Guerre mondiale, Hohn s'engage comme volontaire le 15 janvier 1915 dans le 3e dépôt de recrues du 10e régiment d'artillerie à pied. Le 8 mars 1915, il passe à la 4e batterie du bataillon de réserve. Du 15 avril 1915 au 30 avril 1916, il est affecté à l'Artillerie-Messtrupp 23, retourne brièvement au bataillon de réserve et rejoint ensuite le 24 août 1916 l'état-major du 66e bataillon d'artillerie à pied. Le 14 octobre 1916, Hohn est muté à la 2e batterie du 70e régiment d'artillerie de campagne. Du 11 avril au 7 juin 1917, il est affecté au stage de formation des aides de camp à Jüterbog. De retour sur le front occidental, Hohn est affecté en juillet 1917 au bataillon de réserve du 16e régiment d'artillerie à pied, où il reste jusqu'au 20 août 1917. Par la suite, Hohn est affecté au 32e bataillon d'artillerie à pied. Après la fin de la guerre, Hohn est transféré le 19 décembre 1918 au bataillon de réserve du 17e régiment d'artillerie à pied, auquel il appartient jusqu'à sa démobilisation en janvier 1919.

## Décorations
- Croix de fer (1914)
  - 2e classe (31 octobre 1917)
  - 1re classe (mars 1919)
- Croix d'honneur
- Agrafe de la croix de fer (1939)
  - 2e classe (26 juin 1940)
  - 1re classe (23 juillet 1941)
- Insigne de combat d'infanterie
- Insigne de Crimée
- Agrafe de la liste d'honneur de l'Armée (14 décembre 1942)
- Croix allemande en or (17 avril 1943)
- Croix de chevalier de la croix de fer avec feuilles de chêne et glaives
  - Croix de chevalier le 28 novembre 1943 en tant que Oberst et leader de la 72. Infanterie-Division[1][Notes 1]
  - 410e feuilles de chêne le 1er mars 1944 en tant que Oberst et leader de la 72. Infanterie-Division[2]
  - 109e glaives le 31 octobre 1944 en tant que Generalmajor et commandant de la 72. Infanterie-Division[2]
- Mentionné 2 fois dans le bulletin radiophonique Wehrmachtbericht (6 décembre 1943 et 19 août 1944)